# Атмосферная ирригация
Атмосферная ирригация — поглощение почвой присутствующих в воздухе водяных паров, что возможно только при достаточной естественной пористости почвы.
Атмосферная ирригация является важным процессом, поставляющим влагу почве в отсутствие дождей. Количество задерживаемой таким образом воды сравнимо с количеством выпадающих осадков. Это объясняет, почему естественная растительность (луга, степи, леса) так легко переживает засуху, по сравнению с культурными растениями на сельскохозяйственных полях и садовых участках, где применяются стандартные методы обработки почвы, такие как глубокая вспашка.
Глубокая вспашка уничтожает естественную пористость почвы, нарушает влаго- и воздухопоглощение, приводит к образованию корки, перегреву и эрозии почвы. Сохранить же и восстановить полезные свойства почвы можно, используя методы органического сельского хозяйства.